# الامدانگا اوپازیلا
round 1}}
| مختصات = {{coord|23|45.498
الامدانگا اوپازیلا (به لاتین: Alamdanga Upazila) یک سکونتگاه مسکونی در بنگلادش است که در ناحیه چوادنگه واقع شده‌است.

## خصوصیات
الامدانگا اوپازیلا ۳۶۰٫۴ کیلومترمربع مساحت و ۲۴۵٬۵۲۴ نفر جمعیت دارد.